# Olga Fröbe-Kapteyn
Pour les articles homonymes, voir Fröbe et Kapteyn.
Olga Fröbe-Kapteyn (1881-1962) est une spiritualiste et mythographe anglo-allemande, proche de Carl Jung et fondatrice du Cercle d'Eranos.

## Premières années
Née à Londres, elle a une mère activiste auprès du mouvement féministe alors que son père est ingénieur. Olga étudie l'histoire des arts à Zurich, en Suisse, et en 1909 elle se marie au musicien Iwan Fröbe qui perd la vie quelques mois après, dans un accident d'avion. Elle tient par la suite un salon littéraire du nom de « Table ronde ».

## Études
En 1920, elle visite avec son père la communauté de Monte Verità située à Ascona, en Suisse italienne. Son père achète ensuite une ancienne ferme, la maison Gabriella, où Olga s'installe. Elle commence l'étude de la philosophie indienne et de la méditation. Elle s'intéresse aussi à la théosophie. Parmi ses amis, elle compte : le poète allemand Ludwig Derleth, le psychologue Carl Gustav Jung, le sinologue Richard Wilhelm. Elle fréquente la « maison de la Sagesse » (Schule der Weisheit), instituée par le comte Hermann Keyserling à Darmstadt.

## Le Cercle Eranos
En 1928, elle accueille chez elle une conférence. Carl Jung lui suggère alors de créer « un lieu de rencontre entre l'Ouest et l'Est » (« Begegnungsstätte zwischen Ost und West »). Elle fonde en 1933 le Cercle d'Eranos, toujours à Ascona, et qui continue de nos jours d'accueillir des spécialistes de toutes disciplines. Le nom d'« Eranos » fut suggéré par l'historien des religions Rudolf Otto. Carl Gustav Jung y fit de nombreuses interventions, faisant d'Eranos un haut lieu de la psychologie analytique. Olga fut ainsi passionnée par la théorie des archétypes de Jung.
Dans les années 1930 et 1940, Olga mit sur pied une vaste bibliothèque pour l'étude des archétypes, incluant des documents de la bibliothèque du Vatican, du British Museum, de la bibliothèque Morgan de New York, de la Bibliothèque nationale de Paris et du musée d'Athènes. Ses recherches ont permis la mise en œuvre du projet Archive for Research in Archetypal Symbolism qui regroupe plus de 6 000 images provenant du monde entier.
Olga Fröbe-Kapteyn est décédée à la maison Gabriella en 1962.